# Calometopus transparens
Calometopus transparens är en skalbaggsart som beskrevs av Gilbert John Arrow 1922. Calometopus transparens ingår i släktet Calometopus och familjen Cetoniidae. Inga underarter finns listade.